# 窪田畔夫
窪田 畔夫（くぼた くろお、1838年12月5日（天保9年10月19日） - 1921年（大正10年）4月30日）は、長野県の政治家。本名は窪田重国、号は松門であった。

## 経歴
信濃国筑摩郡和田町村（天領、現在の松本市和田）に生まれ、青年期から寺子屋を開いて教育に従事した
1872年に開智学校の前身となった筑摩県学の開設を進め、また、市川量造らとともに、松本を拠点とした『信飛新聞』の創刊に参加した。以降、同紙や、1876年に改題した『松本新聞』の紙面で、自由民権運動の論陣を張った。
1879年には、北安曇郡の初代郡長となり、在任中の1883年には渡辺敏らとともに白馬岳に初登頂した。
1888年に長野県会議員、1892年には帝国議会衆議院議員となった。衆議院議員総選挙には1890年の第1回から出馬したが、この時は次点に終わり、1892年の第2回でトップ当選を果たしたものの、1894年3月の第3回、同年9月の第4回では惨敗を喫した。
長男に先立たれたことを契機に政界を引退し、晩年は各地の神社の宮司を務めた。

## 松門文庫
畔夫の晩年、次男で、蚕種業者として成功した二木家の養子となっていた二木洵（ふたつぎ まこと）が、父の業績を顕彰し、その蔵書を公開するために、1919年に松門文庫（しょうもんぶんこ）と称する擬洋風、ないし、和洋折衷様式の文庫を浅間温泉に建てた。建物は、かつては公開されていたが、その後は非公開となった。2019年現在、松門文庫は二木家が所有し、原則非公開となっているが、2018年からその保存・活用が松本市議会で議論され、また地元の民間団体などが「松門文庫を考える会」を発足させるなど、建設から百年を経て保存・活用を巡る動きが出ている。